# イネス・デ・アキタニア (1059-1078)
イネス・デ・アキタニア（Inés de Aquitania, 1059年頃 - 1078年6月6日）、もしくはイネス・デ・ポイトウ（Inés de Poitiers）。フランス語名はアニェス・ダキテーヌ（Agnès d'Aquitaine）、もしくはアニェス・ド・ポワティエ（Agnès de Poitiers）。ポワティエ家出身の、11世紀のアラゴン王およびレオン王アルフォンソ6世の初婚の王妃。

## 家族
現代の記録によると、イネスはアキテーヌ公ギヨーム8世と2番目の妃で出自不明の女性マティルドの娘で第一子長女に当たる。
アラゴン王およびナバラ王ペドロ1世妃となった同名の異母妹としばし混同される。他にも父の庶子に同名の異母妹がもう1人いる。
アルフォンソ6世が後妻に迎えた2人目の王妃コンスタンサ・デ・ボルゴーニャはイネスの三従姉、最後の王妃に迎えたベアトリス・デ・アキタニアは異母妹にあたる。

## 結婚
1069年、イネスは10歳程の頃にレオン王アルフォンソ6世と結婚したが、正式に結婚したのは結婚は1073年の終わりか1074年にイネスが14歳程になった時とされている。
アルフォンソ6世の父フェルナンド1世は王国を分割し3人の王子達に相続させた。アルフォンソとその兄サンチョはお互い争う前に協力し、ガリシア王国にて末弟ガルシア2世をセビリアに追放した。
しかし、1072年1月、アルフォンソ自身も（おそらくイネスも一緒に）サンチョに捕らえられてブルゴスへ幽閉され、トレドへの亡命を余儀なくされた。
兄サンチョは父フェルナンド1世の目的であった遺領の一括を征服に成功したが、その年の後半に暗殺された。それにより、アルフォンソは戻ってきて、1072年10月にレオン王として戴冠しアルフォンソ6世となった。その時、自らを「全ヒスパニアの皇帝（英語版）」であると宣言した。
イネスのアルフォンソ6世妃として1077年5月22日にアストルガでの記録を最後に、それ以降の記録にはアルフォンソ6世単独の名だけであり王妃イネスの存在が記載されなくなった。1078年6月6日にはイネスと死別したとされる。
年代記者であった修道士オルドリク・ヴィタリ（英語版）は、アルフォンソとイネスが近親結婚であったために離婚したと推測し、1109年にイネスがメーヌ伯エリー1世と再婚した説を唱えたが、イネスの異母妹にあたるアルフォンソ6世の最後の王妃ベアトリス・デ・アキタニアが夫との死別後にフランスに帰りエリー1世と再婚したことで知られている。
イネスとアルフォンソ6世の間に子どもができなかったことと、イネスと異母妹ベアトリスの逸話をオーデリックが混同した可能性が高いとされ、離婚説の信憑性は低いが、イネスとアルフォンソ6世の婚姻解消原因がイネスとの死別か、婚姻の無効によるものかは未だ不明である。

## 死去と埋葬
イネスの死去については数説存在しており、いくつかの史料によるとイネスが記録から消えた1078年から1097年の間にイネスは死去したとされている。ただし1097年の記録は単に王妃イネスに関するもので、おそらくその年に亡くなった彼女の異母妹ペドロ1世妃イネスのことを指していると考えられる。
さらに、エリー1世と再婚した女性がイネスであるならば、1109年までイネスが生存していなければならず、やはりエリー1世と再婚したのはアルフォンソ6世と死別し未亡人となった異母妹ベアトリスであったとされる。
イネスの埋葬記念碑は、アルフォンソの2番目の妻であるコンスタンサの墓の近くにあるサアグンの、サン・ファクンドおよびサン・プリミティーヴォ（現在のサン・ベニート王立修道院）にある。しかし、サアグンに残っている埋葬記念碑は構造が時代と合っておらず、報告された碑文に誤りが見つかったため、本物ではないとも考えられる。